# لاسونسيون دو نوتر سينيور (كيبك)
لاسونسيون دو نوتر سينيور (بالإنجليزية: L'Ascension-de-Notre-Seigneur, Quebec)‏ هي بلدية محلية في كيبيك تقع في كندا في Lac-Saint-Jean-Est Regional County Municipality. يقدر عدد سكانها بـ 1,983 نسمة ومساحتها 132.50 كم2 .